# كونتشيتا بويغ
كونتشيتا بويغ (بالإسبانية: Conchita Puig)‏ هي متزحلقة إسبانية، ولدت في 18 يناير 1953 في أيغوافريدا في إسبانيا.

## وصلات خارجية
- كونتشيتا بويغ على موقع الاتحاد الدولي للتزلج (التزلج على المنحدرات الثلجية) (الإنجليزية)
- كونتشيتا بويغ على موقع أوليمبيديا (الإنجليزية)